# ひとりごと (南こうせつのアルバム)
『ひとりごと』は、南こうせつの7枚目のオリジナル・アルバム。1982年2月21日にSOH（キャニオン）から発売された。

## 解説
- 「美映子」が先行シングルとして発売された。
- 前作『MY HEART』の録音期間が約10日間だったのに対し、本作は4か月という期間をかけて録音されており、こうせつ本人は「結果的にザ・こうせつみたいなアルバムになった」とコメントしている。また、音楽評論家の富澤一誠はこのアルバムについて、「停滞気味だった叙情派フォークが、このアルバムで再びブームになった」と評している。
- 発売後数年で廃盤となり、長く入手困難であったが、2016年12月14日よりiTunes Storeから配信が開始された。

## 収録曲

### LPレコード, CT
| 全作曲: 南こうせつ。 |                |            |            |          |      |
| #                    | タイトル       | 作詞       | 作曲・編曲 | 編曲     | 時間 |
| 1.                   | 「白馬村から」 | 喜多条忠   | 南こうせつ | 佐藤準   | 4:33 |
| 2.                   | 「満天の星」   | 岡本おさみ | 南こうせつ | 水谷公生 | 4:00 |
| 3.                   | 「ひとりごと」 | 伊勢正三   | 南こうせつ | 佐藤準   | 4:36 |
| 4.                   | 「美映子」     | 岡本おさみ | 南こうせつ | 石川鷹彦 | 4:34 |
| 5.                   | 「Tears」      | 阿木燿子   | 南こうせつ | 石川鷹彦 | 3:45 |
| 合計時間:            | 合計時間:      | 合計時間:  | 合計時間:  | 21:28    |      |

| 全作曲: 南こうせつ。 |                        |                      |            |          |      |
| #                    | タイトル               | 作詞                 | 作曲・編曲 | 編曲     | 時間 |
| 1.                   | 「窓をあけてごらん」   | 岡本おさみ           | 南こうせつ | 佐藤準   | 3:47 |
| 2.                   | 「遅れてきた男」       | 阿木燿子、南こうせつ | 南こうせつ | 水谷公生 | 3:50 |
| 3.                   | 「コンサート・ツアー」 | 阿木燿子             | 南こうせつ | 石川鷹彦 | 4:08 |
| 4.                   | 「夕顔」               | 伊勢正三             | 南こうせつ | 水谷公生 | 4:11 |
| 5.                   | 「あの日の空よ」       | 伊勢正三、南こうせつ | 南こうせつ | 佐藤準   | 4:23 |
| 合計時間:            | 合計時間:              | 合計時間:            | 合計時間:  | 20:19    |      |

### CD, 音楽配信
| 全作曲: 南こうせつ。 |                        |                      |            |          |      |
| #                    | タイトル               | 作詞                 | 作曲・編曲 | 編曲     | 時間 |
| 1.                   | 「白馬村から」         | 喜多条忠             | 南こうせつ | 佐藤準   | 4:33 |
| 2.                   | 「満天の星」           | 岡本おさみ           | 南こうせつ | 水谷公生 | 4:00 |
| 3.                   | 「ひとりごと」         | 伊勢正三             | 南こうせつ | 佐藤準   | 4:36 |
| 4.                   | 「美映子」             | 岡本おさみ           | 南こうせつ | 石川鷹彦 | 4:34 |
| 5.                   | 「Tears」              | 阿木燿子             | 南こうせつ | 石川鷹彦 | 3:45 |
| 6.                   | 「窓をあけてごらん」   | 岡本おさみ           | 南こうせつ | 佐藤準   | 3:47 |
| 7.                   | 「遅れてきた男」       | 阿木燿子、南こうせつ | 南こうせつ | 水谷公生 | 3:50 |
| 8.                   | 「コンサート・ツアー」 | 阿木燿子             | 南こうせつ | 石川鷹彦 | 4:08 |
| 9.                   | 「夕顔」               | 伊勢正三             | 南こうせつ | 水谷公生 | 4:11 |
| 10.                  | 「あの日の空よ」       | 伊勢正三、南こうせつ | 南こうせつ | 佐藤準   | 4:23 |
| 合計時間:            | 合計時間:              | 合計時間:            | 合計時間:  | 41:47    |      |

## スタッフ
- 南こうせつ　PRODUCER
- 石川鷹彦、水谷公生、佐藤準　ARRANGER
- 町支寛二(A-2,B-3,B-5)　CHORUS ARRANGER

- 陣山俊一(YUI)、国吉静治(M.I.T)　A&R DIRECTOR
- 田中信一、中村三郎、畠山克史　RECORDING ENGINEER
- JOE CHICCARELLI　RE-MIXING ENGINEER
- 林雅之　ASSISTANT ENGINEER
- マイク山口　MASTERING ENGINEER
- 下重修　CUTTING ENGINEER
- 久澄信幸、田中義則　RECORDING MANAGER
- クニ三沢　CO-ORDINATOR
- 田村仁　PHOTOGRAPHER
- 荒井博文　DESIGNER

## 参加ミュージシャン
- 水谷公生　E.&A.GUITARS, BACKGROUND VOCAL
- 石川鷹彦　A.GUITAR, FLAT MANDOLIN, E.SITAR, AUTO HARP, BACKGROUND VOCAL
- 佐藤準　A.&E.PIANO, SYNTHESIZER, HAMMOND ORGAN
- 岡沢茂　E.BASS
- 石井宏太郎　PERCUSSIONS
- 菊池丈夫　DRUMS
- 渋井博　A.PIANO(B-3)
- 杉本和弥　E.BASS(A-5,B-3)
- 山田秀俊　A.PIANO(A-5)
- JAKE H. CONCEPTION　T.SAXPHONE
- 大野守　OBOE
- EVE　BACKGROUND VOCAL
- 町支寛二　BACKGROUND VOCAL
- ROVEBARD　BACKGROUND VOCAL
- 多グループ　STRINGS
- トマト　STRINGS
- ジョー加藤グループ　STRINGS

## 録音
- RECORDING STUDIO
  - SOUND INN, HITOKUCHIZAKA STUDIO, TAMCO STUDIO
- MASTERING
  - JVC CUTTING CENTER, Yokohama
- DIGITAL RECORDING SYSTEM
  - DAS-90(JVC)